# Districte de Nimes

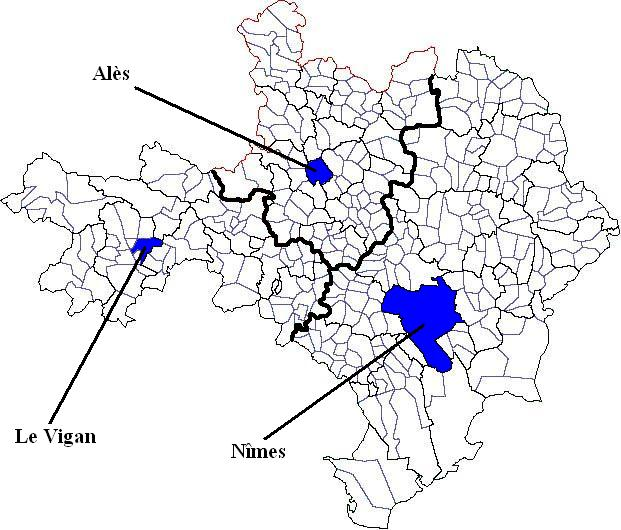
Els tres districtes del Gard

El districte de Nimes és un dels tres districtes del departament francès del Gard, a la regió d'Occitània. Té 24 cantons i 177 municipis i el cap és la prefectura de Nimes.

## Cantons
- cantó d'Aigüesmortes
- cantó d'Aramon
- cantó de Banhòus de Céser
- cantó de Bèucaire
- cantó de La Vistrenca
- cantó de Lussan
- cantó de Margarida
- cantó de Nimes-1
- cantó de Nimes-2
- cantó de Nimes-3
- cantó de Nimes-4
- cantó de Nimes-5
- cantó de Nimes-6
- cantó de Lo Pònt Sent Esperit
- cantó de Remolins
- cantó de Rhôny-Vidourle
- cantó de Ròcamaura
- cantó de Sench Agde
- cantó de Sant Geli
- cantó de Sant Mamet del Gard
- cantó de Somèire
- cantó d'Usès
- cantó de Vauvèrd
- cantó de Vilanova d'Avinyó